# الأمير جان، دوق غيز
الأمير جان اورليان، دوق غيز (بالفرنسية: Jean d'Orléans)‏ (4 سبتمبر 1874 - 25 أغسطس 1940) كان زوج إيزابيلا أميرة أورليان وله 4 أبناء.

## أبناؤه
- إيزابيلا أميرة أورليان (1900-1983).
- فرنسواز أميرة أورليان.
- آن أميرة أورليان.
- هنري، كونت باريس.